# Margaret Leach
Margaret Leach, amerikansk sjuksköterska och politiker ifrån Huntington, West Virginia.

## Trolös elektor
Som medlem av elektorskollegiet efter presidentvalet i USA 1988 lovade hon att rösta på det demokratiska partiets kandidater.
När Leach lärde sig att hon som elektor kunde rösta på vem hon ville försökte hon dra till sig uppmärksamhet på detta genom att rösta på Lloyd Bentsen som president och Michael Dukakis som vice. Det demokratiska partiet hade nominerat dem vice-versa. Hon försökte också få med sig de andra elektorerna ifrån West Virginia men misslyckades. 
Se också under Trolös elektor